# Eliseo Salugta
Eliseo S.Salugta (ur. 29 lipca 1941 w Iloilo) – filipiński zapaśnik walczący w obu stylach. Dwukrotny olimpijczyk. Zajął 24. miejsce w Meksyku 1968, w stylu klasycznym i dwudzieste w wolnym. W Monachium 1972 ukończył zawody na piętnastym miejscu w stylu klasycznym i 23. miejscu w stylu wolnym. Walczył w kategoriach 62–70 kg.

## Letnie Igrzyska Olimpijskie 1968
| Konkurencja          | Rundy eliminacyjne | Rundy eliminacyjne  | Klas. końcowa |
| Konkurencja          | Przeciwnik I       | Przeciwnik I        | Miejsce       |
| -------------------- | ------------------ | ------------------- | ------------- |
| 70 kg styl klasyczny | Eero Tapio (FIN) P | Antal Steer (HUN) P | 24.           |

| Konkurencja      | Rundy eliminacyjne   | Rundy eliminacyjne                  | Klas. końcowa |
| Konkurencja      | Przeciwnik I         | Przeciwnik II                       | Miejsce       |
| ---------------- | -------------------- | ----------------------------------- | ------------- |
| 70 kg styl wolny | Guy Marchand (FRA) P | Dandzandardżaagijn Sereeter (MGL) P | 24.           |

## Letnie Igrzyska Olimpijskie 1972
| Konkurencja          | Rundy eliminacyjne    | Rundy eliminacyjne         | Klas. końcowa |
| Konkurencja          | Przeciwnik I          | Przeciwnik I               | Miejsce       |
| -------------------- | --------------------- | -------------------------- | ------------- |
| 62 kg styl klasyczny | Georgi Myrkow (BGR) P | Dżemal Megriszwili (SUN) P | 15.           |

| Konkurencja      | Rundy eliminacyjne   | Rundy eliminacyjne   | Klas. końcowa |
| Konkurencja      | Przeciwnik I         | Przeciwnik II        | Miejsce       |
| ---------------- | -------------------- | -------------------- | ------------- |
| 62 kg styl wolny | Iwan Krystew (BGR) P | László Szabó (HUN) P | 23.           |